# Viatge al desert
Viatge al desert (títol original en alemany, Ingeborg Bachmann – Reise in die Wüste) és una pel·lícula biogràfica de coproducció europea del 2023 dirigida per Margarethe von Trotta i protagonitzada per Vicky Krieps en el paper principal. La pel·lícula descriu la vida de la poetessa i autora austríaca Ingeborg Bachmann. S'ha doblat i subtitulat al català.
Va ser seleccionada per competir per l'Os d'Or al 73è Festival Internacional de Cinema de Berlín, on es va estrenar el 19 de febrer de 2023. Es va estrenar als cinemes francesos el 26 d'octubre de 2023.